# Újszász

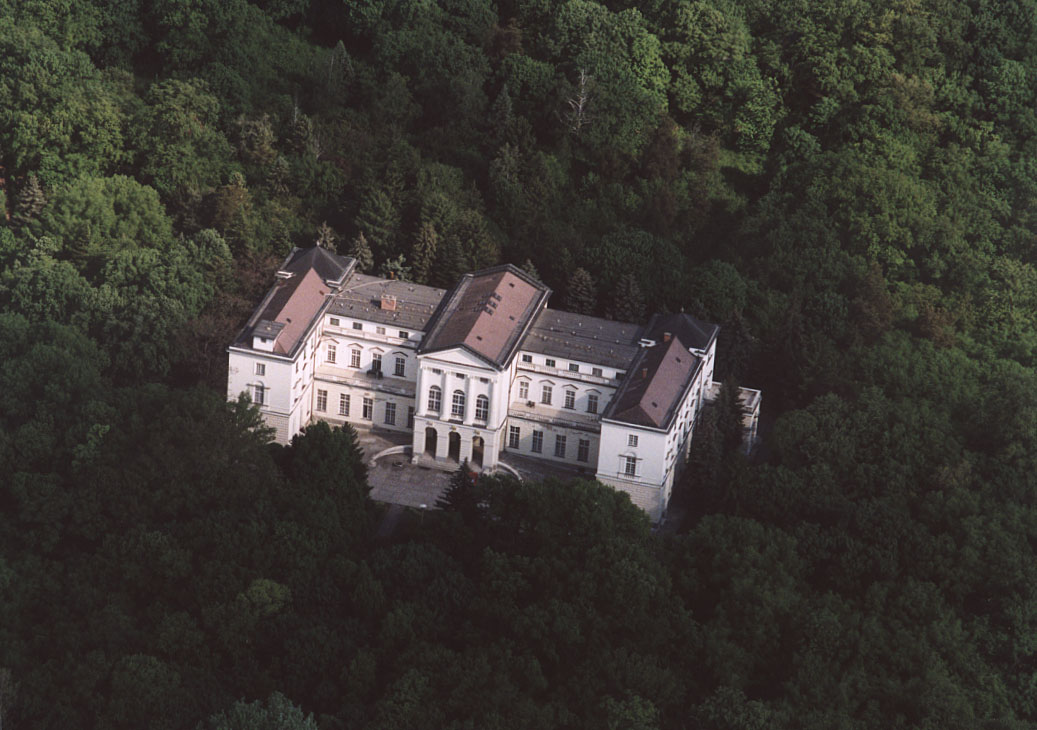
Slottet i Újszász.

Újszász är en mindre stad i provinsen Jász-Nagykun-Szolnok i Ungern. Újszász ligger i distriktet Szolnok och hade år 2019 totalt 5 913 invånare.